# Windowpane
"Windowpane" – singel grupy Coil, wydany w 1990 roku. Utwór promowany był przez teledysk w reżyserii Petera Christophersona.
Wydano trzy wersje singla na winylu 12": promo, picture disc i standardowa edycja na czarnym winylu. Wytłoczono 5000 egzemplarzy picture disc, z czego 2000 celowo zniszczono. Wszystkie winylowe single wydano w 1990, mają taki sam zestaw utworów i długości ścieżek. Na wszystkich trzech wytłoczone są napisy: na stronie A "Side A: THE CLEARLIGHT...", na stronie B "Side B: AND THE DIAMOND PATH".
Jedna z wersji CD została wydana przez label Torso, z numerem katalogowym TORSO CD 174. Druga wersja wydana przez WaxTrax! miała numer katalogowy WAXCDS 9142. 

## Spis utworów

### 12" winyl
Strona A:
1. "Windowpane" - ?

Strona B:
1. "Windowpane (Astral Paddinton Mix)" - ?

### CD
1. "Windowpane (Minimal Mix)" – 5:28
2. "Windowpane" – 5:49
3. "Windowpane (Astral Paddington Mix)" – 5:37